# Fengshan
Pour les articles homonymes, voir Fengshan (homonymie).
Le  district de Fengshan est un district de Kaohsiung.
Jusqu'au début du XXe siècle, Fengshan domina le Sud de l'île, avant d'être dépassé par Kaohsiung qui bénéficia des investissements de l'administration coloniale japonaise. En 2014, sa population était de 354 093 habitants.

## Personnalités liées à Fenghan
- Kuo Ming-fong (1955-2001), essayiste et traductrice